# شیرجه در بازی‌های آسیایی ۲۰۱۸
شیرجه یکی از ورزش‌های بازی‌های آسیایی ۲۰۱۸ است که از ۲۸ آگوست تا ۱ سپتامبر ۲۰۱۸ برگزار شده‌است.
این مسابقات در دو بخش زنان و مردان در مجموعه ورزشی گلورا بونگ کارنو، جاکارتا، اندونزی انجام شده‌است.

## رویداد

### مردان
| رویداد                 | طلا                        | نقره                                   | برنز                                     |
| ۱ متر                  | Peng Jianfeng · چین        | Liu Chengming · چین                    | Woo Ha-ram · کره جنوبی                   |
| تخته فنری ۳ متر        | Xie Siyi · چین             | کائو یوان · چین                        | Chew Yiwei · مالزی                       |
| سکو ۱۰ متر             | Yang Jian · چین            | Qiu Bo · چین                           | Woo Ha-ram · کره جنوبی                   |
| تخته فنری ۳ متر همزمان | چین · کائو یوان · Xie Siyi | کره جنوبی · Kim Yeong-nam · Woo Ha-ram | ژاپن · Ken Terauchi · Sho Sakai          |
| سکو ۱۰ متر همزمان      | چین · چن آیسن · Yang Hao   | کره جنوبی · Kim Yeong-nam · Woo Ha-ram | کره شمالی · Hyon Il-myong · Rim Kum-song |

### زنان
| رویداد                 | طلا                              | نقره                                    | برنز                                       |
| ۱ متر                  | Wang Han · چین                   | Chen Yiwen · چین                        | Kim Su-ji · کره جنوبی                      |
| تخته فنری ۳ متر        | شی تینگمائو · چین                | Han Wang · چین                          | Nur Dhabitah Sabri · مالزی                 |
| سکو ۱۰ متر             | Si Yajie · چین                   | Zhang Jiaqi · چین                       | Kim Mi-rae · کره شمالی                     |
| تخته فنری ۳ متر همزمان | چین · Chang Yani · شی تینگمائو   | مالزی · Ng Yan Yee · Nur Dhabitah Sabri | کره شمالی · Kim Kwang-hui · Kim Mi-hwa     |
| سکو ۱۰ متر همزمان      | چین · Zhang Jiaqi · Zhang Minjie | کره شمالی · Kim Kuk-hyang · Kim Mi-rae  | مالزی · Leong Mun Yee · Nur Dhabitah Sabri |

## جدول مدال‌ها
| رتبه  | کشور      | طلا | نقره | برنز | مجموع |
| ۱     | چین       | ۱۰  | ۶    | ۰    | ۱۶    |
| ۲     | کره جنوبی | ۰   | ۲    | ۳    | ۵     |
| ۳     | کره شمالی | ۰   | ۱    | ۳    | ۴     |
| ۴     | مالزی     | ۰   | ۱    | ۳    | ۴     |
| ۵     | ژاپن      | ۰   | ۰    | ۱    | ۱     |
| مجموع | مجموع     | ۱۰  | ۱۰   | ۱۰   | ۳۰    |

## کشورهای شرکت کننده
- چین (۱۶)
- هنگ کنگ (۴)
- هند (۲)
- اندونزی (۹)
- ایران (۲)
- ژاپن (۷)
- ماکائو (۵)
- مالزی (۱۱)
- کره شمالی (۶)
- قطر (۴)
- سنگاپور (۸)
- کره جنوبی (۸)
- تایلند (۴)
- ازبکستان (۱)